# Joe Smith Jr.
Joe Smith (Long Island, 20 settembre 1989) è un pugile statunitense.
Soprannominato "The Irish Bomber" (Il bombardiere irlandese, per rimarcare le sue origini), è noto per essere stato il primo pugile a sconfiggere l'ex campione del mondo Bernard Hopkins prima del limite.

## Biografia
Joe Smith Jr. nacque a New York da genitori di lontane origini irlandesi.

## Carriera

### Professionista
Smith debuttò da professionista il 31 ottobre 2009, a vent'anni, quando sconfisse il connazionale David Brown per KO tecnico al primo round.
Il 17 dicembre 2016 affrontò al Forum di Inglewood il cinquantunenne ex campione del mondo Bernard Hopkins, nell'ultimo incontro dell'Executioner, che proveniva da un lungo stop di due anni e nel suo match precedente aveva rimediato una sconfitta ai punti contro il russo Sergej Kovalëv: per questo egli aveva espresso il desiderio di voler appendere i guantoni al chiodo con una vittoria. Dinnanzi a 6513 paganti, Smith mise a segno la vittoria più importante della carriera sconfiggendo il veterano per KO tecnico agli inizi dell'ottava ripresa, dopo averlo bersagliato con un'efficace combinazione che lo spinse fuori dal ring. Per la caduta Hopkins fu impossibilitato a risalire sul quadrato entro venti secondi (come da regolamento), sancendo così la fine dell'incontro. Per l'ex campione del mondo era la prima sconfitta per KO. Al momento dell'interruzione Smith era in vantaggio su due cartellini dei giudici: 69-64 e 67-66 contro un 67-66 per Hopkins.